# Козија (Јаши)
Козија (рум. Cozia) насеље је у Румунији у округу Јаши у општини Костулени. Oпштина се налази на надморској висини од 160 m.

## Становништво
Према подацима из 2002. године у насељу је живело 1199 становника, од којих су сви румунске националности.